# Noccaea kovatsii
Noccaea kovatsii är en korsblommig växtart som först beskrevs av János Johann A. Heuffel, och fick sitt nu gällande namn av Friedrich Karl Meyer. Noccaea kovatsii ingår i släktet backskärvfrön, och familjen korsblommiga växter. Inga underarter finns listade i Catalogue of Life.